# 文森·楊格

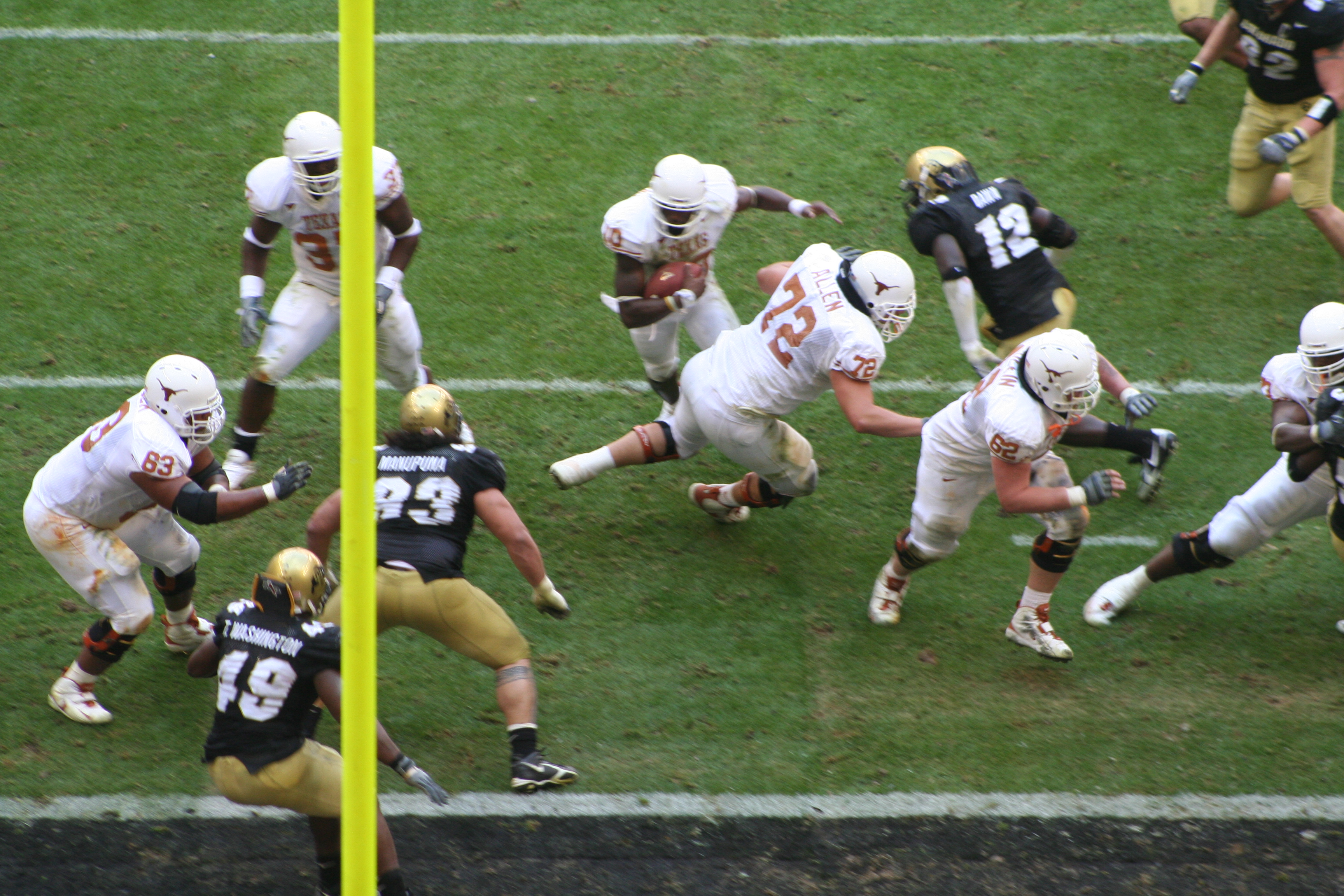
2005年對科羅拉多大學時達陣成功。是場比賽德州勝70-3

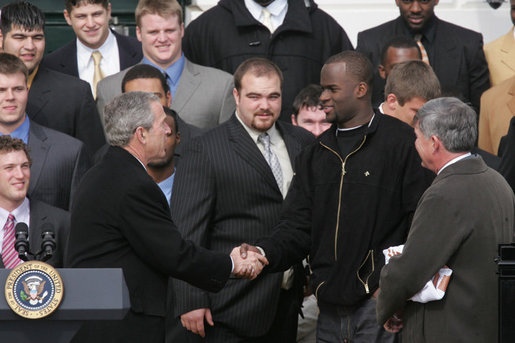
楊格與總統小布殊握手。布殊在白宮接待獲得冠軍的德州大學足球隊，楊格忘記帶西裝出席，布殊開玩笑說：「文森可以不用穿西裝。」

文森·楊格（英語：Vince Young，1983年5月18日—）美式足球運動員，屬能傳能跑的雙重威脅四分衛。現為國家美式足球聯盟專業球員，為费城老鹰队球员。
2005年帶領德州大學足球隊奪得全美大學冠軍後，放棄剩餘一年大學球季轉投職業，於2006年球員選拔中以第三顺位被田纳西泰坦队選中。楊格在2006年玫瑰碗賽事(2005年大學比賽總決賽)中表現傑出，跑陣19次200碼，傳球30/40, 267碼，跑陣達陣3次。在比賽結束前19秒，德州大學落後對手南加州大學33-38，於對手底線前十九碼第四次(即最後一次)推進，楊格跑陣得手。以最終比數41-38擊敗衛冕連續兩屆冠軍，兩年內34場球賽未逄敵手的南加州大學，為德州奪得三十四年來首次冠軍，並為自己再奪玫瑰碗最有價值球員。在之前一年德州以一分擊敗密西根大學的玫瑰碗賽事中，楊格亦憑個人跑陣192碼，傳球180碼獲得最有價值球員。
2006至2007年球季，楊格獲合眾社選為國家美式足球聯盟最佳進攻新秀。
2011年转会至费城老鹰队。